# I magnifici 7 (film 2016)
I magnifici 7 (The Magnificent Seven) è un film del 2016 diretto da Antoine Fuqua.
La pellicola è il remake dell'omonimo film del 1960 diretto da John Sturges. 

## Trama
1879, California. Il piccolo villaggio di Rose Creek è perseguitato dai sicari agli ordini di Bartholomew Bogue, un affarista spietato e senza scrupoli che intende cacciare gli abitanti della cittadina per poterne sfruttare la vicina miniera d'oro. Quando Bogue arriva ad incendiare la chiesa e a massacrare alcuni abitanti per dare una lezione al resto dei coloni, minacciando di trucidarli tutti se non gli venderanno i loro appezzamenti di terreno per pochi spiccioli, gli abitanti di Rose Creek decidono di ribellarsi.
La giovane vedova Emma Cullen, che ha perso il marito per mano di Bogue, si avventura quindi negli altri villaggi della frontiera alla ricerca di pistoleri da assoldare per proteggere Rose Creek dall'esercito di Bogue insieme all' amico Teddy, i loro sforzi vengono a poco a poco premiati dal reclutamento di sette mercenari: il veterano della guerra di secessione Goodnight Robicheaux, il suo assistente cinese Billy Rocks, il ricercato messicano Vasquez, il comanche Red Harvest, l'ex cacciatore di indiani ed esploratore Jack Horne, il giocatore d'azzardo Josh Faraday e il loro leader, lo sceriffo federale Sam Chisolm, che ha un conto aperto con Bogue.
Tornati a Rose Creek, i sette mercenari si scontrano con un gruppo di sceriffi di Bogue, annientandolo e liberando momentaneamente la città. Emma fa un appello agli abitanti della città per convincerli ad unirsi ai sette per combattere Bogue; alcuni accettano, altri decidono di andarsene. Comincia l'addestramento degli abitanti all'uso delle armi e alla lotta, oltre a trasformare il villaggio in una piccola fortezza provvista di trappole, trincee e barriere improvvisate. Quando giunge il momento della battaglia, a poco a poco l'esercito personale raccolto da Bogue viene massacrato, anche se ciò costerà la vita, oltre che a molti coloni, anche a Faraday, Robicheaux, Horne e Rocks, ovvero a quattro dei sette pistoleri.
Rimasto solo Bogue si ritrova faccia a faccia con Chisolm che gli rivela il suo passato: il possidente fece uccidere sua madre e le sue sorelle e cercò di fare impiccare anche lui. Bogue viene ferito e cerca di sparare a Chisolm, ma viene ucciso da Emma.
Finita la battaglia Chisolm, Vasquez e Red lasciano il paese, mentre gli abitanti promettono di dare una degna sepoltura ai loro compagni.

## Produzione
Nel maggio 2012 è stata diffusa la notizia del progetto prodotto dalla Metro-Goldwyn-Mayer, che voleva affidare il ruolo di protagonista a Tom Cruise. Nel dicembre 2013 il copione dello sceneggiatore Nic Pizzolatto è stato sottoposto ad una seconda stesura da parte di John Lee Hancock, mentre Tom Cruise ha abbandonato il progetto.
Nel marzo 2015 è giunta la notizia che Ethan Hawke, Chris Pratt e Denzel Washington sarebbero stati tra i protagonisti e che il film sarebbe stato diretto da Antoine Fuqua. Al cast, che comprendeva anche Haley Bennett, si sono aggiunti poi Vincent D'Onofrio, Matt Bomer e Peter Sarsgaard come antagonista principale.

### Riprese
Le riprese del film, svoltesi dal 18 marzo al 18 agosto 2015, si sono tenute principalmente a Baton Rouge, in Louisiana.

## Colonna sonora
La colonna sonora del film viene affidata a James Horner, che però muore il 22 giugno 2015. Un mese dopo la morte del compositore, il regista dichiara che il lavoro di Horner era già stato completato in gran segreto poco prima che morisse.

## Promozione
Il primo trailer del film è stato diffuso il 20 aprile 2016 e la versione italiana il giorno seguente.

## Distribuzione
Il film è stato presentato in anteprima mondiale al Toronto International Film Festival e fuori concorso alla 73ª Mostra internazionale d'arte cinematografica di Venezia.
La pellicola è stata distribuita nelle sale cinematografiche statunitensi a partire dal 23 settembre 2016; il debutto in quelle italiane, inizialmente previsto per il 29 settembre, è stato anticipato al 22 settembre.

## Riconoscimenti
- 2016 - Teen Choice Awards
  - Candidatura per il miglior attore in anticipo a Chris Pratt
- 2017 - Golden Tomato Awards[15]
  - Quinto miglior film d'azione del 2016
- 2017 - Jupiter Award
  - Candidatura per il miglior film internazionale
  - Candidatura per il miglior attore internazionale a Denzel Washington
- 2017 - Saturn Award[16]
  - Candidatura per il miglior film d'azione / avventura